# Sigfrid Strandmark
Sigfrid Wilhelm Strandmark, född den 6 september 1880 i Alfshögs församling, Hallands län, död den 15 april 1964 i Lidingö stad, Stockholms län, var en svensk militär. Han var brorson till Algot Strandmark, far till Erland Strandmark och svärfar till Thor Cavallin.
Strandmark blev underlöjtnant i Västgöta regemente 1902 och löjtnant där 1905. Han blev kapten i generalstaben 1914 och vid Svea livgarde 1920. Strandmark tjänstgjorde inom topografiska avdelningen vid Rikets allmänna kartverk 1922–1928 och befordrades till major vid generalstaben 1923. Han blev överstelöjtnant vid Södra skånska infanteriregementet 1928 och övergick senare till regementets reserv. Strandmark invaldes som ledamot av Krigsvetenskapsakademien 1924. Han blev riddare av Svärdsorden 1923. Strandmark vilar på Solna kyrkogård.